# Priscilla Mamba
Priscilla Innocentia Lungile Mamba (ur. 4 stycznia 1972)  – suazyjska lekkoatletka, olimpijka, długodystansowiec. 
Startowała w biegu na 5000 metrów na igrzyskach olimpijskich w Sydney.